# Holbeck, Nottinghamshire
Holbeck är en ort i civil parish Norton, Cuckney, Holbeck and Welbeck, i distriktet Bassetlaw, i Storbritannien. Den ligger i grevskapet Nottinghamshire och riksdelen England, i den sydöstra delen av landet, 210 km norr om huvudstaden London. Holbeck var en civil parish 1866–2023 när blev den en del av Norton, Cuckney, Holbeck and Welbeck. Civil parish hade 165 invånare år 2021.